# Meclizina
La meclizina è un antiemetico che fa parte della categoria degli antistaminici. Questo farmaco non è venduto in Italia.

## Effetti sul segnale nervoso
Agisce come antagonista dei recettori H1. Il segnale nervoso parte dallo stomaco e arriva al centro del vomito. Questo farmaco mitiga l'intensità del segnale nervoso.